# Campionati italiani di ciclismo su strada 2010
I Campionati italiani di ciclismo su strada 2010 (Settimana Tricolore 2010) si sono svolti in provincia di Treviso (Veneto) dal 19 al 27 giugno 2010.

## Le gare
Allievi maschile e femminile
19 giugno, Mogliano Veneto - Cronometro - 8,6 km
Juniores Uomini
19 giugno, Mogliano Veneto - Cronometro - 20,9 km
22 giugno, Vidor - In linea - 138,6 km
Juniores Donne
19 giugno, Mogliano Veneto - Cronometro - 15,4 km
23 giugno, Riese Pio X - In linea - 82,2 km
Under 23
27 giugno, Treviso - Cronometro - 26,9 km
25 giugno, Pieve di Soligo - In linea - 164,8 km
Donne Elite
27 giugno, Treviso - Cronometro - 26,9 km
23 giugno, Riese Pio X - In linea - 137 km
Elite senza contratto
24 giugno, Motta di Livenza - In linea - 174,9 km
Professionisti
27 giugno, Treviso - Cronometro - 37,3 km
26 giugno, Conegliano - In linea - 259,6 km
Disabili
19 giugno, Mogliano Veneto - Cronometro Hand-bike - 15,4 km
19 giugno, Mogliano Veneto - Cronometro Paralimpici - 15,4 km
20 giugno, Sant'Artemio - In linea Hand-bike - 36,5 km
20 giugno, Sant'Artemio - In linea Paralimpici

## Avvenimenti
Organizzata dal Team 2000 Marchiol, la Settimana Tricolore 2010 si è svolta in diversi comuni della provincia di Treviso tra sabato 19 e domenica 27 giugno 2010, dopo otto anni dall'ultima volta. Dodici gare hanno assegnato i titoli in linea e a cronometro nelle categorie Allievi, Juniores, Under 23, Elite e Professionisti e, per la prima volta, la manifestazione ha visto l'assegnazione dei titoli anche alle categorie degli atleti Paralimpici.
Le prime gare, svoltesi sabato 19 giugno, hanno visto l'assegnazione dei titoli a cronometro nelle categorie allievi, juniores, hand-bike e paralimpici, gare tutte disputate a Mogliano Veneto. Tra gli atleti paralimpici sono stati assegnati 18 titoli italiani, a seconda della categoria di handicap, che hanno affrontato un percorso di 15,4 km. Tra i vincitori, l'ex pilota Alessandro Zanardi, vincitore nella categoria H4, Fabrizio Macchi, primo nella categoria C2, Michele Pittacolo (categoria C4), Fabio Farroni (categoria T2) e Vittorio Podestà, questi ultimi tre già Campioni del mondo. Tra gli Allievi, in una prova che prevedeva un percorso unico per uomini e donne di 8,6 km, hanno vinto due atleti veneti, Riccardo Donato (UC Mirano) e Sara Romanin (Libertas Scorzè). Un'altra veneta ha vinto il titolo di campionessa nazionale nella categoria Juniores, la vicentina Susanna Zorzi della Avantec Artuso Breganze, vincitrice su Viviana Gatto di un solo secondo lungo un percorso di 15,4 km, mentre tra gli uomini si è imposto il laziale Luca Sterbini (Guazzolini Coratti Fassa Bortolo) dopo una prova di 20,9 km.
Le prove in linea riservate alle categorie paralimpiche e previste a Sant'Artemio il giorno successivo, sono state annullate a causa del maltempo. Il programma della Settimana è proseguito con le gare in linea riservate alla categoria Juniores, con gli uomini impegnati a Vidor martedì 22 giugno lungo un circuito di 19,8 km, ripetuto per sette volte per un totale di 138,6 km. È stato ancora un atleta veneto ad indossare la maglia tricolore, il veronese Paolo Simion (UC Giorgione), che ha battuto in volata Ignazio Moser, figlio di Francesco Moser, e Luca Wackermann, campione europeo in carica. Il giorno seguente di scena sono state le donne, Juniores e Professioniste, entrambe impegnate a Riese Pio X lungo un circuito di 27,4 km caratterizzato dalla dura ascesa verso Asolo, ripetuto tre volte nel primo caso per un totale di 82,2 km, e cinque volte per le prof per un totale di 137 km. Tra le Juniores è stata ancora Susanna Zorzi a fregiarsi del titolo di campionessa nazionale, bissando quello a cronometro del sabato precedente, giungendo sul traguardo con 50" di vantaggio sulle inseguitrici. Tra le professioniste è stata invece Monia Baccaille delle Fiamme Azzurre a vincere in volata il secondo titolo italiano consecutivo, mantenendo la maglia conquistata a Imola nel 2009.
Il programma è proseguito con le gare in linea delle categorie Elite senza contratto, Under-23 e Professionisti. I primi hanno affrontato un circuito pianeggiante di 15,9 km, da ripetere 11 volte per un totale di 174,9 km, a Motta di Livenza. A 3 km dal traguardo si sono staccati dal gruppetto di testa Tiozzo, Rocchetti e Da Castagnori, con il secondo che si è imposto nella volata a tre. L'indomani hanno gareggiato gli Under-23 a Pieve di Soligo, lungo un circuito impegnativo di km 20,6 km da ripetere 8 volte per un totale di 164,8 km e caratterizzato da due ascese, la prima dopo 4 km di circa 2,5 km con pendenze fino all'8%, seguito da una discesa molto tecnica, la seconda verso il Col Vendrame, uno strappo secco al 12% di 800 metri. In quattro si sono giocati la vittoria, con un primo scatto di Enrico Battaglin, fermato da un salto di catena, che viene superato da Stefano Locatelli, Tommaso Salvetti e Stefano Agostini (Zalf-Désirée-Fior), con quest'ultimo che si impone nella volata. L'ultima prova in linea ha visto impegnati i professionisti a Conegliano, lungo un circuito di 23,6 km da ripetere 11 volte per un totale di 259,6 km, con due strappi, la salita delle Coste dopo 1,5 km di 800 metri con pendenza del 7% e la salita di Cà del Poggio dopo 15 km, lunga 1,3 km con pendenza media del 15%. All'ultimo giro Giovanni Visconti (ISD-Neri) ha piazzato lo scatto decisivo, staccandosi già sulla prima salita e facendo il vuoto fin sul traguardo.
La Settimana si è chiusa domenica 27 giugno con le prove a cronometro. Tra gli under-23 si è imposto Matteo Mammini (Mastromarco Chianti), vittorioso su un percorso di 26,9 km pianeggiante ed adatto a medie elevate (i 48,566 km/h fatti registrare dal toscano sono la media più alta tra le cronometro); tra le professioniste è stata l'iridata in linea Tatiana Guderzo (GS Fiamme Azzurre) ad aggiudicarsi il titolo italiano, staccando la campionessa del 2009 Noemi Cantele di 33", mentre tra i professionisti Marco Pinotti ha confermato il titolo italiano nella specialità, vincendolo per la quinta volta, quarta consecutiva.

## Risultati
| Eventi                        | Oro                | Tempo                      | Argento              | Tempo   | Bronzo              | Tempo   |
| Professionisti                |                    |                            |                      |         |                     |         |
| Gara in linea dettagli        | Giovanni Visconti  | 6.46'36" Media 38,308 km/h | Ivan Santaromita     | a 46"   | Alessandro Ballan   | a 50"   |
| Cronometro dettagli           | Marco Pinotti      | 44'32" Media 37,300 km/h   | Dario Cataldo        | a 1'00" | Adriano Malori      | a 1'38" |
| Elite S.C.                    |                    |                            |                      |         |                     |         |
| Gara in linea dettagli        | Federico Rocchetti | 3.42'00" Media 47,270 km/h | Thomas Tiozzo        | s.t.    | Marco Di Castagnaro | s.t.    |
| Uomini Under-23               |                    |                            |                      |         |                     |         |
| Gara in linea dettagli        | Stefano Agostini   | 4.12'49" Media 39,111 km/h | Stefano Locatelli    | s.t.    | Tommaso Salvetti    | s.t.    |
| Cronometro dettagli           | Matteo Mammini     | 33'14" Media 48,566 km/h   | Gianluca Leonardi    | a 17"   | Alessandro Stocco   | a 21"   |
| Donne Elite                   |                    |                            |                      |         |                     |         |
| Gara in linea dettagli        | Monia Baccaille    | 3.44'31" Media 36,612 km/h | Alessandra D'Ettorre | s.t.    | Lorena Foresi       | s.t.    |
| Cronometro dettagli           | Tatiana Guderzo    | 36'50" Media 43,819 km/h   | Silvia Valsecchi     | a 23"   | Noemi Cantele       | a 33"   |
| Donne Juniores                |                    |                            |                      |         |                     |         |
| Gara in linea dettagli        | Susanna Zorzi      | 2.15'28" Media 36,407 km/h | Elena Cecchini       | s.t.    | Rossella Ratto      | s.t.    |
| Cronometro dettagli           | Susanna Zorzi      | 22'28" Media 41,128 km/h   | Viviana Gatto        | a 1"    | Rossella Ratto      | a 13"   |
| Uomini Juniores               |                    |                            |                      |         |                     |         |
| Gara in linea dettagli        | Paolo Simion       | 3.28'03" Media 39,974 km/h | Ignazio Moser        | s.t.    | Luca Wackermann     | s.t.    |
| Cronometro dettagli           | Luca Sterbini      | 26'31" Media 47,291 km/h   | Stefano Verona       | a 13"   | Mirko Trosino       | a 15"   |
| Allievi                       |                    |                            |                      |         |                     |         |
| Cronometro maschile dettagli  | Riccardo Donato    | 11'39"                     | Federico Zurlo       | a 8"    | Philippe Chini      | a 10"   |
| Cronometro femminile dettagli | Sara Romanin       | 13'00"                     | Ilaria Bonomi        | a 7"    | Jessica Schiavo     | s.t.    |